# Tisíc polibků
Tisíc polibků (anglickým názvem A Thousand Boy Kises) je román anglické spisovatelky Tillie Cole, publikovaný v roce 2016. V češtině byl poprvé vydán v roce 2017 nakladatelstvím Yoli. Podruhé vyšel v roce 2024. Autorka v knize vypráví o krásné, avšak nešťastné lásce mezi mladou dívkou a chlapcem. Kniha svým emocionálním vyzněním zasáhla velké množství čtenářů a setkala se s pozitivním přijetím.

## Děj
Příběh začal v Georgii, kde se setkali hlavní hrdinové Poppy a Rune. Pětiletý Rune se právě přistěhoval z Osla. Po prvním setkání na něho dívka se šmouhou na tváři neudělala zrovna velký dojem. Ale i tak se z nich stali nejlepší přátelé. 
Když jednoho dne Poppyina babička zemřela, zanechala ji zavařovací sklenici s tisíci papírovými srdíčky. Jejím úkolem bylo najít svou spřízněnou duši a zapsat si veškeré výjimečné polibky. Poppy byla z nového dobrodružství nadšená, a tak se s ním svěřila Runeovi. V tom okamžiku Rune Poppy pod rozkvetlou třešní poprvé políbil a oznámil, že právě on jí dá tisíc polibků. Poppy si vytáhla tužku, popsala první srdíčko a vložila ho zpátky do sklenice. Už teď tušila, že tohle bude nejlepším dobrodružstvím v jejím životě. 
Od té doby trávili Poppy a Rune veškerou volnou chvíli spolu. Jejich vztah narušila až informace, že se Rune vrací s rodinou zpátky do Osla. Bylo to pro oba srdcervoucí. Slíbili si však, že jejich lásku nic nerozdělí. Jakmile Rune odcestoval, každý den si volali a psali. Potom ale Poppy z ničeho nic veškerý kontakt přerušila. 
Zlomový okamžik nastal, když se Rune vrátil zpátky do Georgie. Ale nebyl to ten Rune, co si Poppy pamatovala. Tenhle chlapec byl chladný a odtažitý. Dlouhé dny se ignorovali a vyhýbali se jeden druhému. Poppyiny city avšak nikdy nevyhasly. 
Když se jednoho dne setkali, vyžadoval od ni Rune vysvětlení. Proč ji přestala zvedat telefony? Proč mu přestala odepisovat? Jakmile mu jeho dlouholetá láska oznámila, že umírá jeho oči sužovaly bolestí. Poppy měla Hodgkinův lymfom v pokročilém stadiu a zbývalo ji už jen pár měsíců života. 
Poslední měsíce se jí Rune snažil zpříjemnit každý okamžik každého dne. Slíbil si, že Poppy neodejde, dokud nevyplní veškerá svá srdíčka. 
Poppy postupně slábla, ale jejich láska s Runem byla čím dál tím silnější. Poppy odešla v den, kdy třešně ztrácely své květy. Vyprovázely její duši domů. Ještě než se naposledy nadechla, věnoval ji Rune poslední tisící polibek.

## Přijetí a interpretace
Autorka si knihou vybudovala rozsáhlou fanouškovskou základu především na síti TikTok, kde se čtenáři také komunikuje. V roce 2023 množství zhlédnutí obsahu souvisejícího s Tisícem polibk přesáhl 150 milionů. Nesmírná popularita nicméně u další autorčiny tvorby vedla k vyostřenějším čtenářským debatám, takže její erotická série Hades Hangmen, spadající do žánru temné romance a pojednávající mimo jiné o činnosti Ku-klux-klanu, vyvolala značné kontroverze.
Kniha byla pozitivně přijata také v českém prostředí. Recenzentka Jana Mišúnová napsala, že styl psaní autorky Tillie Coleové je nenucený, ale zároveň hluboký, stejně jako příběh, který vypráví. Nápad s nádobou plnou polibků je zajímavý a originální. Jeho použitím autorka vnesla do děje něco netypického, něco, co čtenáři ještě neviděli, a tím mu dodala trochu výjimečnosti. Recenzentka se nicméně negativně vyjádřila k přílišné romantice příběhu, která může vyvolávat až sentimentální a naivní dojem.
Dle Nikoly Ludvigové je kniha opravdu plná emocí, vezme čtenáře za srdce už od začátku a potom už se od čtení nejsou schopni odtrhnout. Všechno, co je v knize napsáno, je podle ní lehko uvěřitelné a až na malé detaily i zcela reálné. Recenzentka rovněž tvrdí, že kniha je ohromně čtivá, a tak s ní člověk nestráví více než jeden večer.